# Anapoma vumbaensis
Anapoma vumbaensis är en fjärilsart som beskrevs av Albert Legrain. Anapoma vumbaensis ingår i släktet Anapoma och familjen nattflyn. Inga underarter finns listade i Catalogue of Life.